# Filmes de 1960 da Allied Artists Pictures

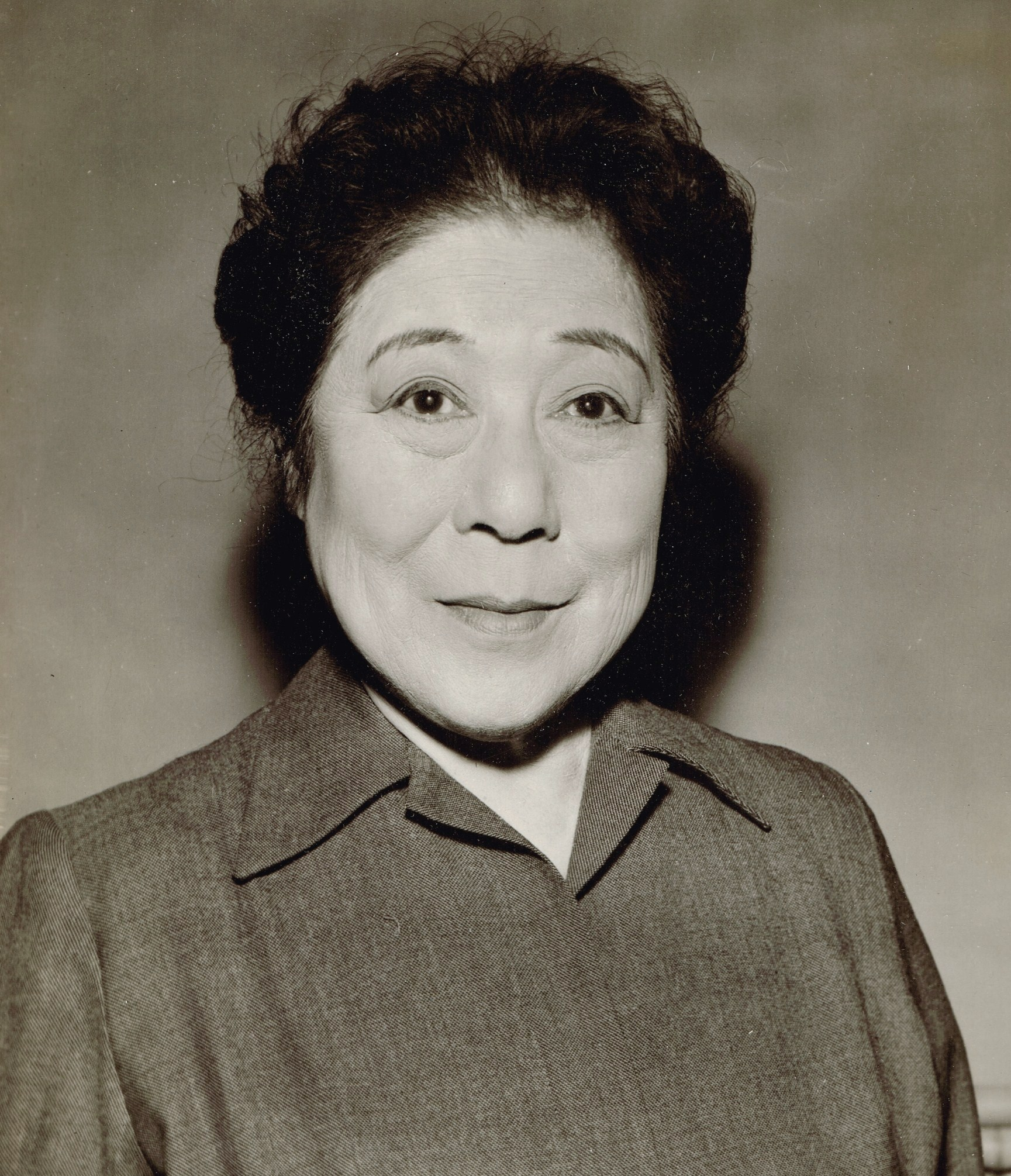
Tsuru Aoki em cena de Hell to Eternity, drama de guerra baseado na história real de um jovem americano criado por uma família japonesa.